# Primera B 1999 (Colombia)
La  Temporada 1999 de la Primera B, conocida como Copa Águila 1999 por motivos comerciales, fue la décima en la historia de la segunda división del fútbol profesional colombiano.

## Sistema de juego
Los participantes de la Primera B jugaron entre abril y mediados de septiembre 20 fechas, primero se dividieron en 4 grupos de 4 donde jugaron 6 fechas, luego se dividieron en 2 grupos de 8 para jugar otras 14 fechas. Al término de esa fase los ocho primeros avanzaron a los cuadrangulares semifinales, compuestos por dos grupos de cuatro equipos cada uno, jugados entre septiembre y octubre. Los dos primeros de cada grupo avanzaron al cuadrangular final por el título del año y el ascenso a la Primera A para la temporada 2000.

## Datos de los clubes

### Relevo anual de clubes
| Ascendido a la Primera A                       |
| ---------------------------------------------- |
| Deportivo Pasto (Campeón de la Primera B 1998) |

| Descendido a la Primera B                                    |
| ------------------------------------------------------------ |
| Deportivo Unicosta (Peor promedio acumulado en la Primera A) |

| Ascendido a la Primera B |
| ------------------------ |
| Palmira F. C.            |

| Descendido a la Primera C                                         |
| ----------------------------------------------------------------- |
| Real Floridablanca (Peor promedio acumulado en la Primera B 1998) |

### Equipos participantes
- El C. D. Soledad reemplaza al desaparecido Deportivo Unicosta.
- El Cúcuta Deportivo cambia su denominación a Cúcuta 2001.
- Lanceros Boyacá cambia de propietarios y su nueva denominación es Lanceros Fair Play.
- Desaparece Univalle y toma su ficha el Atlético Popayán. [1]

| Equipo                        | Entrenador                          | Ciudad/Municipio | Estadio                        | Aforo  |
| ----------------------------- | ----------------------------------- | ---------------- | ------------------------------ | ------ |
| Alianza Petrolera             | José Suárez Martín Rocha            | Barrancabermeja  | Daniel Villa Zapata            | 8.000  |
| Atlético Córdoba              | Álvaro Restrepo                     | Cereté           | Alberto Saibis Saker           | 6.000  |
| Atlético Popayán              | René Hurtado                        | Popayán          | Ciro López                     | 5.000  |
| Bello F. C.                   | Jorge Alberto Ríos                  | Bello            | Tulio Ospina                   | 12.000 |
| C. D. Soledad                 | Raúl Navarro                        | Soledad          | Romelio Martínez               | 5.000  |
| Cooperamos Tolima             | Eduardo Cruz                        | Ibagué           | Manuel Murillo Toro            | 15.000 |
| Cúcuta 2001                   | Álvaro Zuluaga Carlos Mario Estrada | Cúcuta           | General Santander              | 15.000 |
| Deportivo Pereira             | Juan Eugenio Jiménez Alberto Suárez | Pereira          | Hernán Ramírez Villegas        | 12.000 |
| Deportivo Rionegro            | Santiago Escobar Gustavo Montoya    | Rionegro         | Alberto Grisales               | 9.000  |
| El Cóndor                     | Germán Gutiérrez de Piñeres         | Bogotá           | Campincito                     | 1.500  |
| Escuela Carlos Sarmiento Lora | Fernando Valderrama                 | Cali             | Olímpico Pascual Guerrero      | 45.195 |
| Girardot F. C.                | Hebert Armando Ríos                 | Girardot         | Luis Antonio Duque Peña        | 15.000 |
| Itagüí F. C.                  | Carlos Paniagua Carlos Mario Hoyos  | Itagüí           | Metropolitano Ciudad de Itagüí | 12.000 |
| Lanceros Fair Play            | Hernán Pacheco                      | Tunja            | La Independencia               | 5.000  |
| Palmira F. C.                 | José Martínez                       | Palmira          | Francisco Rivera Escobar       | 9.000  |
| Real Cartagena                | Hernán Darío Herrera                | Cartagena        | Pedro de Heredia               | 18.000 |

## Todos contra todos
| Pos | Equipo                        | Pts | PJ | PG | PE | PP | GF | GC | Dif |
| --- | ----------------------------- | --- | -- | -- | -- | -- | -- | -- | --- |
| 1.  | Itagüí F. C.                  | 44  | 20 | 13 | 5  | 2  | 45 | 19 | 26  |
| 2.  | Real Cartagena                | 40  | 20 | 12 | 4  | 4  | 34 | 17 | 17  |
| 3.  | Girardot F. C.                | 39  | 20 | 11 | 6  | 3  | 34 | 17 | 17  |
| 4.  | Deportivo Pereira             | 38  | 20 | 11 | 5  | 4  | 33 | 17 | 16  |
| 5.  | Deportivo Rionegro            | 28  | 20 | 7  | 7  | 6  | 32 | 30 | 2   |
| 6.  | Bello F. C.                   | 28  | 20 | 7  | 7  | 6  | 17 | 17 | 0   |
| 7.  | Atlético Córdoba              | 27  | 20 | 6  | 9  | 5  | 24 | 27 | -3  |
| 8.  | Escuela Carlos Sarmiento Lora | 26  | 20 | 7  | 5  | 8  | 20 | 24 | -4  |
| 9.  | Lanceros Fair Play            | 26  | 20 | 7  | 5  | 8  | 20 | 27 | -7  |
| 10. | C.D. Soledad                  | 24  | 20 | 6  | 6  | 8  | 23 | 23 | 0   |
| 11. | Palmira F. C.                 | 23  | 20 | 5  | 8  | 7  | 27 | 33 | -6  |
| 12. | El Cóndor                     | 22  | 20 | 5  | 7  | 8  | 18 | 23 | -5  |
| 13. | Atlético Popayán              | 21  | 20 | 5  | 6  | 9  | 16 | 21 | -5  |
| 14. | Cooperamos Tolima             | 20  | 20 | 4  | 8  | 8  | 17 | 23 | -6  |
| 15. | Alianza Petrolera             | 14  | 20 | 3  | 5  | 12 | 12 | 29 | -17 |
| 16. | Cúcuta 2001                   | 11  | 20 | 2  | 5  | 13 | 24 | 49 | -25 |

 Pts=Puntos; PJ=Partidos jugados; G=Partidos ganados; E=Partidos empatados; P=Partidos perdidos; GF=Goles a favor; GC=Goles en contra; Dif=Diferencia de gol
|  | Clasificados a los cuadrangulares semifinales. |
|  | Eliminados                                     |
|  | Zona de descenso a la Primera C.               |

## Cuadrangulares semifinales

### Grupo A
| Pos | Equipo             | Pts | PJ | PG | PE | PP | GF | GC | Dif |
| --- | ------------------ | --- | -- | -- | -- | -- | -- | -- | --- |
| 1.  | Deportivo Rionegro | 13  | 6  | 4  | 1  | 1  | 10 | 7  | 3   |
| 2.  | Itagüí F. C.       | 12  | 6  | 4  | 0  | 2  | 10 | 5  | 5   |
| 3.  | Atlético Córdoba   | 5   | 6  | 1  | 2  | 3  | 3  | 7  | -4  |
| 4.  | Girardot F.C.      | 4   | 6  | 1  | 1  | 4  | 3  | 7  | -4  |

| Grupo A            | COR | GFC | ITA | RIO |
| Atlético Córdoba   |     | 2:0 | 0:1 | 0:0 |
| Girardot F. C.     | 0:0 |     | 1:0 | 1:2 |
| Itagüí F. C.       | 2:0 | 2:1 |     | 4:1 |
| Deportivo Rionegro | 4:1 | 1:0 | 2:1 |     |

|  | Avanzan al cuadrangular final. |

### Grupo B
| Pos | Equipo                 | Pts | PJ | PG | PE | PP | GF | GC | Dif |
| --- | ---------------------- | --- | -- | -- | -- | -- | -- | -- | --- |
| 1.  | Real Cartagena         | 14  | 6  | 4  | 2  | 0  | 9  | 4  | 5   |
| 2.  | Deportivo Pereira      | 8   | 6  | 2  | 2  | 2  | 10 | 6  | 4   |
| 3.  | Esc. C. Sarmiento Lora | 5   | 6  | 1  | 2  | 3  | 6  | 9  | -3  |
| 4.  | Bello F.C.             | 4   | 6  | 0  | 4  | 2  | 1  | 7  | -6  |

| Grupo A                | BFC | PER | SAR | REA |
| Bello F.C.             |     | 0:0 | 0:0 | 0:0 |
| Deportivo Pereira      | 4:0 |     | 4:2 | 1:2 |
| Esc. C. Sarmiento Lora | 1:1 | 1:0 |     | 1:2 |
| Real Cartagena         | 2:0 | 1:1 | 2:1 |     |

|  | Avanzan al cuadrangular final. |

## Cuadrangular final
| Pos | Equipo             | Pts | PJ | PG | PE | PP | GF | GC | Dif |
| --- | ------------------ | --- | -- | -- | -- | -- | -- | -- | --- |
| 1.  | Real Cartagena     | 15  | 6  | 5  | 0  | 1  | 12 | 4  | 8   |
| 2.  | Itagüí F. C.       | 10  | 6  | 3  | 1  | 2  | 11 | 7  | 4   |
| 3.  | Deportivo Pereira  | 10  | 6  | 3  | 1  | 2  | 9  | 8  | 1   |
| 4.  | Deportivo Rionegro | 0   | 6  | 0  | 0  | 6  | 1  | 14 | -13 |

| Grupo A            | PER | RIO | ITA | REA |
| Deportivo Pereira  |     | 2:0 | 2:2 | 2:1 |
| Deportivo Rionegro | 0:3 |     | 0:1 | 0:2 |
| Itagüí F. C.       | 3:0 | 4:0 |     | 1:2 |
| Real Cartagena     | 2:0 | 2:1 | 3:0 |     |

 Pts=Puntos; PJ=Partidos jugados; G=Partidos ganados; E=Partidos empatados; P=Partidos perdidos; GF=Goles a favor; GC=Goles en contra; DIF=Diferencia de gol
|  | Campeón, asciende a la Primera A en 2000 . |

|                                    |
| Bandera de Colombia                |
| Campeón Real Cartagena 1.er título |

## Goleadores
| Jugador                 | Equipo             | Goles |
| ----------------------- | ------------------ | ----- |
| Julián Vásquez          | Itagüí F. C.       | 21    |
| Jorge Horacio Serna     | Itagüí F. C.       | 18    |
| David Ferreira          | Real Cartagena     | 14    |
| Harry Antonio Cuesta    | Deportivo Rionegro | 13    |
| Gustavo Daniel Iturburo | Deportivo Pereira  | 12    |
| Leonardo Mina Polo      | Palmira F. C.      | 10    |
| Óscar Villarreal        | Real Cartagena     | 10    |